# 大島雅斗
大島 雅斗（おおしま まさと、1989年12月4日 - ）は、日本のお笑い芸人で、お笑いコンビ「セパ」のメンバー。
東京都出身。吉本興業所属、大阪NSC37期生。
父は元中日ドラゴンズ・日本ハムファイターズ外野手の大島康徳。相方の伊東貴彦は元西武ライオンズ捕手の伊東勤の甥で、プロ野球選手の血縁者同士でコンビを組んでいる。

## 来歴
学生時代は日本大学鶴ヶ丘高等学校でバレーボール部に所属、日本大学生物資源科学部ではダンスサークルに所属していた。大学卒業後2年間は営業職を経験し、2014年に大阪NSCに入学。
過去には「ぱーばーとす」「ケンモッカ」「ばくぼん」（トリオ）で活動。「ばくぼん」時代の2017年にテレビ静岡「シンデレラtube」にて、prediaの前田ゆうとレギュラー出演。2019年5月に「ばくぼん」から1人メンバーが脱退し、コンビ「セパ」を結成。吉本坂46の2期生オーディションに参加し2次オーディションを男性1位、全体2位で通過したが、最終オーディションには通らなかった。